# Immelmann (Kunstflug)

Schematische Darstellung eines Immelmanns:
1. horizontaler Anflug
2. halber Looping
3. halbe Rolle

Der Immelmann wird auch (und eigentlich korrekter, s. u.) Aufschwung genannt (englisch Immelmann Turn oder Roll off the Top). Diese Kunstflugfigur besteht aus einem halben Überschlag und einer unmittelbar anschließenden halben Rolle. Der halbe Überschlag wird aus der Horizontalen kommend ansteigend nach oben bis zur Rückenlage geflogen. Mit einer halben Rolle wird dann wieder in die Normalfluglage gerollt. Mit dem Immelmann lässt sich die Flugrichtung schnell und auf engem Raum umkehren und dabei Höhe gewinnen. Diese Flugfigur wird ohne Strömungsabriss geflogen.
Benannt ist diese Kunstflugfigur nach Max Immelmann, einem deutschen Jagdpiloten des Ersten Weltkriegs.
Auch wenn die Figur heute seinen Namen trägt, so ist es schwer vorstellbar, dass Max Immelmann sie tatsächlich in dieser Form (halber Überschlag mit anschließender halber Rolle) geflogen hat, denn seine Fokker E III verfügte noch nicht über Querruder. Mit ihrem Tragflächenverwindungsmechanismus wäre sie kaum in der Lage gewesen, die halbe Rolle im Scheitelpunkt des Überschlags zu drehen. Es ist daher eher davon auszugehen, dass seine unterlegenen Luftkampfgegner bei ihren Schilderungen die Fähigkeiten seiner Maschine übertrieben haben.
Bei dem Manöver, das Immelmann flog, könnte es sich um eine Figur handeln, die heute allgemein als Chandelle bezeichnet wird, nämlich eine steile Steigkurve, aus der das Flugzeug in Normalfluglage höher herauskommt, als es hineingeflogen ist. Anderen Meinungen zufolge handelte es sich um ein Manöver, welches Ähnlichkeit mit der heute als Turn bekannten Kunstflugfigur hatte.
Diese Diskussion ändert jedoch nichts am Kern von Immelmanns Erfindung: Mit seiner Figur war er der erste Pilot, der gezielt die dritte Dimension für den Austausch von potentieller und kinetischer Energie ausnutzte, was bei der damals schwachen Motorisierung der Flugzeuge die taktischen Möglichkeiten enorm erweiterte.
Im Gegensatz zum Kunstflugmanöver (180°-Richtungswechsel) erlaubt das Luftkampfmanöver Immelmann Kurswechsel in beliebige Richtungen, indem das Flugzeug in der 90°-Steigflug-Phase in die gewünschte Richtung gerollt wird.